# Nastina
Les Nastines (Nastinae) són una subtribu dels bambús (tribu Bambusia de la família de les poàcies)

## Genères
Costa de 6 gèneres:
- Decaryochloa
- Greslania
- Hickelia
- Hitchcockella
- Nastus
- Perrierbambus